# Сандро Мунарі
Сандро Мунарі (англ. Sandro Munari; нар. 27 березня 1940, Венеція) — італійський автогонщик, переможець Чемпіонату світу з ралі 1977 року. Сандро Мунарі почав свою кар'єру в ралі в 1965 році. В 1967 і 1969 році він виграв чемпіонат Італії з ралі а в 1973 виграв європейський чемпіонат.
В 1977 році став першим чемпіоном світу з ралі серед пілотів в складі команди Лянчія.